# Svenska Cupen 2014–15
Svenska cupen 2014-15 var den 59. udgave af Svenska cupen arrangeret af Sveriges fodboldforbund. 

## Indledende runder

### Runde 1
64 hold deltog i første runde og bestod af hold fra Division 1 (Sverige) eller lavere. 
| 2014-06-03 19:00 |

| Kungsbacka IF                       | 2 – 3   | Sävedalens IF                                                   |
| ----------------------------------- | ------- | --------------------------------------------------------------- |
| K. Petersson 46' · N. Johansson 90' | Rapport | 40' F. Larsson Jigliden · 43' C. Gustavsson · 51' W. Melander · |

| Tingbergsvallen Dommer: Marcus Lundgren |

| 2014-06-17 18:30 |

| Wollmars FF | 1 – 4   | IK Frej                                               |
| ----------- | ------- | ----------------------------------------------------- |
| A. Lööf 13' | Rapport | 21' P. Wiström · 50' S. Plavsic · 66', 70' A. Cirak · |

| Vikingavallen/Täby IP 1 Dommer: Christoffer Aidesjö |

| 2014-06-18 19:00 |

| IK Gauthiod                                                            | 4 – 4   | Norrby IF                                                                    |
| ---------------------------------------------------------------------- | ------- | ---------------------------------------------------------------------------- |
| V. Gashi 78' (str) · V. Gashi 80' · R. Lundgren 89' · R. Lundgren 117' | Rapport | 51' R. Yarsuvat · 64' E. Kurbegovic · 87' A. Kransnici · 96' E. Kurbegovic · |

| Lunnevi Dommer: Victor Jensen (Trollhätten) |

|                                                       |     | Straffesparkskonkurrence                                      |  |
| V. Gashi E. Olesen W. Wersén R. Lundgren H. Andersson | 3-4 | E. Kurbegovic M. Axengren L. Broman F. Ekvall K-A. Pettersson |  |

| 2014-07-18 18:00 |

| Carlstad United BK                                 | 3 – 1   | IFK Åmål                |
| -------------------------------------------------- | ------- | ----------------------- |
| C. Haidar 91' · S. Carlsson 99' · B. Jingfors 108' | Rapport | 112' G. Wingartshofer · |

| Klamossen Tilskuere: 260 Dommer: Fredrik Jansson |

| 2014-07-18 19:30 |

| Östavalls IF     | 1 – 6   | Hudiksvalls FF                                                                        |
| ---------------- | ------- | ------------------------------------------------------------------------------------- |
| G. Johansson 75' | Rapport | 13' P. Lööf · 17' P. Lööf · 28' V. Roos · 56' P. Lööf · 74' L. Olsson · 84' P. Lööf · |

| Skogsvallen IP Tilskuere: 203 Dommer: Jan Boström |

| 2014-07-19 15:00 |

| Ytterhogdals IK | 0 – 1   | Sollefteå GIF     |
| --------------- | ------- | ----------------- |
|                 | Rapport | 79' M. Isaksson · |

| Svedjevallen Tilskuere: 75 Dommer: Joakim Nilsson |

| 2014-07-20 18:00 |

| Eskilsminne IF                                                                              | 7 – 1   | FC Höllviken        |
| ------------------------------------------------------------------------------------------- | ------- | ------------------- |
| E. Åberg 1' · D. Ander 4' · R. Book 27' · E. Åberg 35' · ? ?' · E. Åberg 65' · F. Egger 74' | Rapport | 89' R. Henriksson · |

| Harlyckan Dommer: Nabil Fakhro |

| 2014-07-28 19:00 |

| Gnosjö IF       | 1 – 3   | Assyriska Turab. IK JKP.                                 |
| --------------- | ------- | -------------------------------------------------------- |
| J. Björnell 15' | Rapport | 20' M. Kamhié · 54' P. Pourjanekikhani · 85' J. Hökson · |

| Töllshow Tilskuere: 57 Dommer: Andreas Hedström |

| 2014-06-03 18:30 |

| Asarums IF | 0 – 2   | Kristianstads FF                    |
| ---------- | ------- | ----------------------------------- |
|            | Rapport | 50' A. Aganovic · 81' E. Sekiraca · |

| Asarums IP Tilskuere: 375 Dommer: Jakob Magnetorp |

| 2014-07-30 19:00 |

| Nora-Pershyttan BK | 1 – 4   | Karlstad BK                                                           |
| ------------------ | ------- | --------------------------------------------------------------------- |
| J. Steiner 34'     | Rapport | 24' D. Richards · 48' D. Richards · 72' G. Istrefi · 87' G. Istrefi · |

| Norvalla Tilskuere: 393 Dommer: Johan Owén |

| 2014-07-30 19:00 |

| Upsala IF                       | 2 – 2   | Valsta Syrianska IK              |
| ------------------------------- | ------- | -------------------------------- |
| E. Folkesson 16' · J. Nema 116' | Rapport | 69' S. Soguk · 96' V. Eriksson · |

| Österängens IP |

|                                                                                   |       | Straffesparkskonkurrence                                                             |  |
| E. Folkesson M. Kvarneå V. Lindborg D. Caurell A. Pettersson J. Stenmark N. Nelin | 3 – 4 | Skabelon:Straffe M. Aslan C. Mattisson R.N. Gomez U. Ike S. Soguk A. Asfar S. Hansen |  |

| 2014-07-31 19:00 |

| Nässjö FF                         | 2 – 3   | Oskarshamns AIK                             |
| --------------------------------- | ------- | ------------------------------------------- |
| A. Jonasson 53' · D. Danneman 90' | Rapport | 8' P. Coly · 36' E. Dolk · 51' J. Lengyel · |

| Skogsvallen Tilskuere: 168 Dommer: Mirza Kazic |

| 2014-08-01 19:00 |

| Eneby BK | 0 – 7   | Motala AIF |
| -------- | ------- | --- |
|          | Rapport | 38' I. Alushaj · 55' A. Magnusson Glaad · 67' V. Miller · 74' L. Silka · 77' L. Silka · 80' I. Alushaj · 88' I. Alushaj · |

| Fyrby A Dommer: Henrik Persson |

| 2014-08-02 14:00 |

| Dalhem IF | 0 – 3   | Nyköpings BIS                                   |
| --------- | ------- | ----------------------------------------------- |
|           | Rapport | 10' E. Gage · 25' A. Ahmetovic · 84' H. Ishak · |

| Dalhem IP Tilskuere: 213 Dommer: Suhel Youssef |

| 2014-08-02 14:00 |

| Ockelbo IF | 0 – 12  | Dalkurd FF |
| ---------- | ------- | --- |
|            | Rapport | 13' C. Serhanoglu · 22' O. Jagne · 28' A. Persson · 32' C. Serhanoglu · 42' S. Lindmark · 51' S. Lindmark · 64' O. Jagne · 68' A. Awad · 80' P. Azizi · 86' M.J. Omoth · 90' P. Azizi · 90' S. Suljevic · |

| Ockelbo IP Tilskuere: 297 Dommer: Mattias Falk |

| 2014-08-04 18:30 |

| Kvibille BK | 0 – 1   | IS Halmia        |
| ----------- | ------- | ---------------- |
|             | Rapport | 90+1' P. Gulda · |

| Björkevi Tilskuere: 198 Dommer: Marko Mladenovic |

| 2014-08-05 18:30 |

| Strömbergs IF           | 2 – 4   | Vasalunds IF                                                           |
| ----------------------- | ------- | ---------------------------------------------------------------------- |
| R. Ali 46' · R. Ali 59' | Rapport | 5' E. Johansson · 16' L. Nekrouf · 57' E. Johansson · 76' L. Nekrouf · |

| Strömbergs IP Tilskuere: 100 Dommer: Metin Yildirim |

| 2014-08-05 19:00 |

| Lindome GIF     | 1 – 2   | Örgryte IS                                  |
| --------------- | ------- | ------------------------------------------- |
| T. Veljovic 90' | Rapport | 35' (str) R. Ingvarsson · 72' N. Sandberg · |

| Lindevi Tilskuere: 1047 Dommer: Adnan Jukic |

| 2014-08-05 19:00 |

| IF Lödde                                                               | 4 – 1   | Höganäs BK        |
| ---------------------------------------------------------------------- | ------- | ----------------- |
| F. Liljekvist 59' · G. Edén 63' · N. Runnberg 67' (str) · A. Fatih 84' | Rapport | 3' R. Andersson · |

| Tolvans IP Tilskuere: 250 Dommer: Henrik Reffers |

| 2014-08-05 19:00 |

| IFK Malmö      | 1 – 4   | Torns IF                                                                    |
| -------------- | ------- | --------------------------------------------------------------------------- |
| J. Nilsson 44' | Rapport | 3' A. Olofsson · 35' A. Podsiadly · 50' D.K. Sulaiman · 54' D.K. Sulaiman · |

| Malmö Stadion Tilskuere: 150 Dommer: Nehat Maxhuni |

| 2014-08-05 19:00 |

| Kinna IF           | 1 – 6   | Torslanda IK                                                                                     |
| ------------------ | ------- | ------------------------------------------------------------------------------------------------ |
| M. Bjelkenberg 78' | Rapport | 7' A. Johansson · 36' J. Thordson · 46' E. Olsson · 51' E. Jusuf · 73' E. Jusuf · 89' E. Jusuf · |

| Viskavallen Dommer: Hans Memisevic |

| 2014-08-05 19:00 |

| IFK Kumla | 0 – 1   | Skövde AIK         |
| --------- | ------- | ------------------ |
|           | Rapport | 53' L. Johansson · |

| Kumla IP Tilskuere: 125 Dommer: Namik Idrizovic |

| 2014-08-05 19:00 |

| Sandviks IK                         | 2 – 3   | IFK Luleå                                            |
| ----------------------------------- | ------- | ---------------------------------------------------- |
| P. Olofsson 45' · L. Brännström 69' | Rapport | 26' D. Andersson · 90' K. Garcia · 102' V. Lazarev · |

| Sandviks IP Tilskuere: 362 Dommer: Pär Nilsson |

| 2014-08-05 19:00 |

| Skoftebyns IF | 0 – 3   | FC Trollhättan                                       |
| ------------- | ------- | ---------------------------------------------------- |
|               | Rapport | 69' J. Daoud · 75' R. Rundström · 90' A. Lundqvist · |

| Nysätra IP Tilskuere: 650 Dommer: Mikael Eriksson |

| 2014-08-05 19:00 |

| Konyaspor KIF | 0 – 6   | Huddinge IF |
| ------------- | ------- | --- |
|               | Rapport | 10' F. Åkerlund · 56' Y. Ünver · 67' K. Touma · 70' J. Johansson Matikka · 73' F. Alström Tähti · 78' S. Enström · |

| Alby BP Tilskuere: 250 Dommer: Mikael Devletyan Gudmundsson |

| 2014-08-06 18:30 |

| Akropolis IF         | 1 – 2   | Västerås SK                   |
| -------------------- | ------- | ----------------------------- |
| H. Rashidi 90' (str) | Rapport | 58' J. Hall · 74' K. Salimi · |

| Akalla Gårds BP Dommer: Jonas Backlund |

| 2014-08-06 19:00 |

| BW 90 IF                                      | 3 – 1   | BK Olympic       |
| --------------------------------------------- | ------- | ---------------- |
| B. Rexhepi 70' · K. Legiec 77' · B. Karim 88' | Rapport | 8' A. Seljmani · |

| Bjärsjölagårds IP Tilskuere: 70 Dommer: Magnus Blennersjö |

| 2014-08-06 19:00 |

| Grebbestads IF | 0 – 1   | Utsiktens BK       |
| -------------- | ------- | ------------------ |
|                | Rapport | 8' L. Mijaljevic · |

| Siljevi Tilskuere: 315 Dommer: Fredrick Oppong |

| 2014-08-06 19:00 |

| Eskilstuna City                | 2 – 1   | IF Sylvia      |
| ------------------------------ | ------- | -------------- |
| S. Pektas 90' · S. Pektas 116' | Rapport | 77' R. Binns · |

| Tunavallen Tilskuere: 196 Dommer: Pontus Orebrand |

| 2014-08-06 19:00 |

| Myresjö/Vetlanda FK                | 2 – 1   | Nybro IF       |
| ---------------------------------- | ------- | -------------- |
| A.A. Kakembo 69' · A. Karlsson 80' | Rapport | 42' J. Gomez · |

| Myrvalla Tilskuere: 180 Dommer: Gheorghe Piscoran |

| 2014-08-06 19:00 |

| Enskede IK | 0 – 1   | Athletic United |
| ---------- | ------- | --------------- |
|            | Rapport | 32' ·           |

| Enskede IP Tilskuere: 162 Dommer: Farouk Nehdi |

| 2014-08-06 19:00 |

| Värmdö IF       | 1 – 1   | Nacka FF                |
| --------------- | ------- | ----------------------- |
| K. Thompson 21' | Rapport | 90+4' (str) Y. Marrah · |

| Värmdövallen Tilskuere: 320 Dommer: Fredrik Hansson (Stockholm) |

|                                                         |       | Straffesparkskonkurrence                                    |  |
| R. Abdulla B. Sonko E. Gustafsson K. Thompson J. Macedo | 3 – 2 | Y. Marrah D. Rashidi S.L. Valderrama H. Ryckert F. Forsberg |  |

### Runde 2
64 hold deltog i anden runde og bestod til dels af de 32 vindere fra første runde som 32 hold som deltog i Fotbollsallsvenskan og Superettan. Samtlige hold fra Allsvenskan og Superettan mødte vindende hold fra første runde, så ingen hold fra Allsvenskan og Superettan kunne møde hinanden i denne runde. Runde 2 indledtes 20. august og de fleste kampe blev enten spillet den 20. eller 21. august.
| 2014-08-20 17:45 |

| Hudiksvalls FF                 | 2 – 0   | Husqvarna FF |
| ------------------------------ | ------- | ------------ |
| M. Hafizovic 34' · P. Lööf 56' | Rapport |              |

| Glysisvallen Tilskuere: 546 Dommer: Mohammed Nablsi |

| 2014-08-20 18:00 |

| Nyköpings BIS | 1 – 3   | Syrianska FC                                           |
| ------------- | ------- | ------------------------------------------------------ |
| E. Gage 82'   | Rapport | 61' K. Bisse · 72' (str) C. Georges · 74' S. Ghoddos · |

| Rosvalla IP Tilskuere: 242 Dommer: Farouk Nehdi |

| 2014-08-20 18:00 |

| BW 90 IF | 0 – 5   | Östers IF                                                                    |
| -------- | ------- | ---------------------------------------------------------------------------- |
|          | Rapport | 11' A. Wihlborg · 30', 73' M. Bergholtz · 55' A. Gero · 65' (str) D. Velić · |

| Bjärsjölagårds IP Tilskuere: 190 Dommer: Fredrik Klitte |

| 2014-08-20 18:15 |

| Kristianstads FF                  | 2 – 1   | Kalmar FF     |
| --------------------------------- | ------- | ------------- |
| J. Nilsson 3' · D. Nicklasson 79' | Rapport | 8' L. Öhman · |

| Kristianstads IP Tilskuere: 648 Dommer: Kasper Sjöberg |

| 2014-08-20 18:30 |

| IF Lödde | 0 – 1   | Ljungskile SK      |
| -------- | ------- | ------------------ |
|          | Rapport | 70' P. Björklund · |

| Tolvans IP Tilskuere: 420 Dommer: Robert Daradic |

| 2014-08-20 18:30 |

| Sävedalens IF                      | 2 – 5   | Ängelholms FF                                                          |
| ---------------------------------- | ------- | ---------------------------------------------------------------------- |
| O. Johansson 9' · R. Tengfjord 90' | Rapport | 59' M. Baggner · 78', 85' R. Asaad · 82' R. Mirosavic · 87' El Kabir · |

| Vallhamra IP Tilskuere: 250 Dommer: Harris Memisevic |

| 2014-08-20 19:00 |

| Huddinge IF                       | 2 – 2   | Åtvidabergs FF          |
| --------------------------------- | ------- | ----------------------- |
| K. Touma 11' · M. Liljestrand 90' | Rapport | 27', 45' K. Bergström · |

| Källbrinks IP Tilskuere: 475 Dommer: Patrik Eriksson |

| 2014-08-20 19:00 |

| IK Frej        | 1 – 5   | IF Brommapojkarna                                                        |
| -------------- | ------- | ------------------------------------------------------------------------ |
| S. Johnson 20' | Rapport | 25' D. Rexhepi · 37', 68', 77' M. Albornoz · 47' G. Sandberg Magnusson · |

| Vikingavallen/Täby IP Dommer: Per Melin |

| 2014-08-20 19:00 |

| Dalkurd FF                                          | 4 – 1   | GIF Sundsvall  |
| --------------------------------------------------- | ------- | -------------- |
| M.J. Omoh 21', 30' · C.D. Omeje 56' · A. Awad 90+1' | Rapport | 14' P. Dibba · |

| Domnarvsvallen Tilskuere: 250 Dommer: Victor Wolf |

| 2014-08-20 19:00 |

| Västerås SK                      | 3 – 1   | Östersunds FK   |
| -------------------------------- | ------- | --------------- |
| M.B. Turay 3', 16' S. Kebbeh 41' | Rapport | 55' T. Morgan · |

| Swedbank Park Tilskuere: 1 187 Dommer: Diako Behnam |

| 2014-08-20 19:00 |

| Vasalunds IF                       | 2 – 5   | IK Sirius                                                 |
| ---------------------------------- | ------- | --------------------------------------------------------- |
| E. Johansson 47' · E. Figueroa 83' | Rapport | 30', 57' Ogbu · 54' Saleh · 88' Ahonen · 90+2' Skoglund · |

| Skytteholms IP Tilskuere: 150 Dommer: Jesper Ekvall |

| 2014-08-20 19:00 |

| IFK Luleå | 0 – 2   | AIK                              |
| --------- | ------- | -------------------------------- |
|           | Rapport | 74' H. Goitom · 84' M. Nikolić · |

| Skogsvallen Tilskuere: 2 816 Dommer: Lars Olsson |

| 2014-08-20 19:00 |

| Valsta Syrianska IK           | 2 – 3   | Gefle IF                                 |
| ----------------------------- | ------- | ---------------------------------------- |
| S. Soguk 4' · V. Eriksson 69' | Rapport | 47' J. Lantto · 66', 73' J. Bertilsson · |

| Midgårdsvallen Dommer: Dragan Banjac |

| 2014-08-20 19:00 |

| FC Trollhättan                  | 2 – 1   | Falkenbergs FF   |
| ------------------------------- | ------- | ---------------- |
| V. Mollapolci 11' · C. Lext 92' | Rapport | 21' G. Nilsson · |

| Edsborg IP Tilskuere: 710 Dommer: Magnus Lindgren |

| 2014-08-20 19:00 |

| Assyriska Jönköping | 0 – 5   | IFK Göteborg                                                                |
| ------------------- | ------- | --------------------------------------------------------------------------- |
|                     | Rapport | 17' J. Johansson · 39' J. Allansson · 53' K. Zohore · 59', 89' D. Fonseca · |

| Stadsparksvallen Tilskuere: 1 300 Dommer: Mikael Eriksson |

| 2014-08-20 19:00 |

| Skövde AIK                                                           | 4 – 5   | Varbergs BoIS                                                           |
| -------------------------------------------------------------------- | ------- | ----------------------------------------------------------------------- |
| V. da Silva Souza 18' (str), 75' · S. Abraham 20' · E. Hamidovic 31' | Rapport | 12' P. Tillman · 52' (sjm) · 87', 90+1' A. Rexhepi · 89' A. Mellqvist · |

| Södermalms IP Tilskuere: 249 Dommer: Namik Idrizovic |

| 2014-08-20 19:30 |

| Eskilstuna City | 0 – 2   | Örebro SK                               |
| --------------- | ------- | --------------------------------------- |
|                 | Rapport | 15' K. Holmberg · 90+2' D. Gustavsson · |

| Tunavallen Tilskuere: 1 212 Dommer: Johan Krantz |

| 2014-08-21 18:00 |

| Myresjö/Vetlanda FK      | 2 – 1   | IFK Värnamo  |
| ------------------------ | ------- | ------------ |
| Lager 71' · Kakembo 117' | Rapport | 90+1' Fadi · |

| Myrvalla Tilskuere: 502 Dommer: Andreas Johansson |

| 2014-08-21 18:30 |

| Sollefteå GIF | 0 – 1   | Assyriska FF   |
| ------------- | ------- | -------------- |
|               | Rapport | 78' Makdesie · |

| Nipvallen Tilskuere: 950 Dommer: Niklas Abrahamsson |

| 2014-08-21 18:30 |

| Torns IF          | 1 – 1   | Landskrona BoIS      |
| ----------------- | ------- | -------------------- |
| Darban-Khales 48' | Rapport | 50' Erik Andersson · |

| Tornvallen Tilskuere: 750 Dommer: Nabil Fakhro |

| |       | Straffesparkskonkurrence                                                             |  |
| Thulin Skabelon:Straffmiss Abo-Shark Sulaiman Darban-Khales A. Olofsson Milutinovic Edsheim N. Nilsson Landén | 7 – 8 | Stadler Ahmetovic Nordbeck Adelstam E. Andersson P. Andersson Lydén Jarl D. Olofsson |  |

| 2014-08-21 19:00 |

| Athletic United              | 2 – 1   | Degerfors IF |
| ---------------------------- | ------- | ------------ |
| Rogic 49' · J. Carlsson 101' | Rapport | 41' Hedsén · |

| Skytteholms IP Tilskuere: 280 Dommer: Adam Ladebäck |

| 2014-08-21 19:00 |

| Värmdö IF | 0 – 2   | Jönköpings Södra IF             |
| --------- | ------- | ------------------------------- |
|           | Rapport | 63' Dimitrijevic · 78' Watson · |

| Värmdövallen Tilskuere: 425 Dommer: Bjrön Särnbrink |

| 2014-08-21 19:00 |

| Oskarshamns AIK | 0 – 4   | BK Häcken                                                               |
| --------------- | ------- | ----------------------------------------------------------------------- |
|                 | Rapport | 69' S. Ohlsson · 79' G. Thorvaldsson · 86' Makondele · 89' Jeremejeff · |

| Arena Oskarshamn Dommer: Nermin Cisic |

| 2014-08-21 19:00 |

| Örgryte IS  | 1 – 2   | Halmstads BK         |
| ----------- | ------- | -------------------- |
| Strinäs 80' | Rapport | 64', 96' Antonsson · |

| Valhalla IP Dommer: Alexander Pavlovic |

| 2014-08-26 17:45 |

| Torslanda IK | 1 – 4   | Helsingborgs IF                                    |
| ------------ | ------- | -------------------------------------------------- |
| E. Jusuf 72' | Rapport | 14', 48' J. Larsson · 38' Smárason · 59' Boateng · |

| Torslandavallen Dommer: Antti Kanerva |

| 2014-09-03 17:30 |

| Motala AIF | 0 – 4   | Djurgårdens IF                                                |
| ---------- | ------- | ------------------------------------------------------------- |
|            | Rapport | 59' Jawo · 68' Faltsetas · 75' S. Andersson · 90' Hellquist · |

| Idrottsparken Dommer: Jim Petersson |

| 2014-09-04 19:00 |

| Norrby IF                            | 3 – 2   | GAIS                            |
| ------------------------------------ | ------- | ------------------------------- |
| Kurbegovic 29', 90+5' · Yarsuvat 52' | Rapport | 12' Kocak · 43' K. Gustafsson · |

| Borås Arena Tilskuere: 962 Dommer: Adnan Jukic |

| 2014-09-07 19:00 |

| Utsiktens BK | 0 – 2   | Mjällby AIF               |
| ------------ | ------- | ------------------------- |
|              | Rapport | 43', 85' Victor Nilsson · |

| Ruddalens IP Tilskuere: 303 Dommer: Antti Kanerva |

| 2014-09-11 18:30 |

| Carlstad United BK | 1 – 3   | IFK Norrköping                              |
| ------------------ | ------- | ------------------------------------------- |
| B. Jingfors 10'    | Rapport | 48' Traustason · 78' Lawan · 89' C. Nyman · |

| Tingvalla IP Tilskuere: 753 Dommer: Nermin Cisic |

| 2014-09-17 18:00 |

| Karlstad BK    | 1 – 2   | Hammarby IF                |
| -------------- | ------- | -------------------------- |
| F. Nilsson 90' | Rapport | 16' Besara · 68' Theorin · |

| Tingvalla IP Dommer: Jim Petersson |

| 2014-10-22 19:00 |

| Eskilsminne IF | 1 – 6   | IF Elfsborg                                                                       |
| -------------- | ------- | --------------------------------------------------------------------------------- |
| D. Ander 56'   | Rapport | 5' Claesson · 11' (sjm) · 35' (str) Beckmann · 36', 60' L. Nilsson · 49' Zeneli · |

| Olympia Tilskuere: 1 532 Dommer: Fredrik Klitte |

| 2014-11-15 14:00 |

| IS Halmia    | 1 – 2   | Malmö FF                         |
| ------------ | ------- | -------------------------------- |
| N. Taube 49' | Rapport | 75' Adu · 102' (str) Rosenberg · |

| Örjans Vall Tilskuere: 1 618 Dommer: Jonas Karlsson |

## Gruppespil
Gruppespillet bestod af 32 hold inddelt i otte gruppe med fire hold i hver. Alle hold møder hinanden i hver gruppe, hvilket giver tre gange pr. hold. Vinderen af hver gruppe går videre til kvartfinalen.